# Staatsschuldenquote in Belgien
Die Staatsschuldenquote Belgiens gibt das Verhältnis zwischen den belgischen Staatsschulden einerseits und dem belgischen nominalem Bruttoinlandsprodukt andererseits an.

## Entwicklung in den letzten Jahren
Die Staatsschuldenquote Belgiens stieg aufgrund der Finanzkrise zwischen 2008 und 2013 an. Entsprach die Staatsverschuldung von 308,9 Mrd. Euro Ende 2008 einer Staatsschuldenquote von 89,2 %, so erreichte die Staatsschuldenquote Ende 2013 angesichts eines Schuldenstandes von dann inzwischen 387,2 Mrd. Euro einen Wert von 101,2 %.
Zum Ende des 2. Quartals 2015 lag die belgische Staatsschuldenquote gemäß Eurostat bereits bei 109,2 % bei einem auf 442,6 Mrd. Euro gestiegenen Schuldenstand. Damit liegt sie weiterhin deutlich oberhalb der durchschnittlichen Quoten für die Eurozone (92,2 %) und für die Europäische Union (87,8 %, jeweils zum 30. Juni 2015).

## Prognostizierte Entwicklung
Der Internationale Währungsfonds geht davon aus, dass die Staatsschuldenquote Belgiens bis Ende 2019 bei einem Schuldenstand von dann 417,6 Mrd. Euro auf 94,2 % zurückgeht. Damit würde Belgien das Maastricht-Kriterium von höchstens 60 % weiterhin verfehlen.